# 藤原史利
藤原 史利は、日本の実業家。独立系投資会社エーシーキャピタルの代表取締役COOを務めた。